# Яцкевич, Александр Владимирович
Александр Владимирович Яцкевич (25 марта 1958, Добеле, Латвийская ССР, СССР) — советский дзюдоист, заслуженный мастер спорта СССР, бронзовый призёр Олимпийских игр, трёхкратный чемпион Европы в личном первенстве, неоднократный победитель и призёр чемпионатов СССР по дзюдо.

## Биография
Родился в Добеле в 1958 году. В 1970 году переехал в Ригу, где стал заниматься самбо, а позднее дзюдо. В 1974 году выиграл чемпионат СССР среди юношей. В сборной СССР занимался под руководством заслуженного тренера Бориса Мищенко, оказавшего большое влияние на становление спортсмена.
На международном уровне успеха Яцкевич добился впервые среди юношей до 17 лет (кадетов), заняв второе место на международном турнире в Катовице в 1974 году, а в следующем году стал чемпионом Европы среди кадетов. В 1976 году повторил успех, став чемпионом Европы уже среди юниоров (до 20 лет) и выиграв чемпионат мира среди юниоров. В 1977 году на чемпионате Европы среди юниоров остался третьим. В следующем году дебютировал среди взрослых на международном турнире в Париже, выиграв его, на международном турнире в Тбилиси занял третье место, а на чемпионате СССР завоевал «серебро». Был отобран для участия в чемпионате Европы в Хельсинки и стал там чемпионом Европы, а в командном чемпионате, прошедшем в том же году в Париже, стал вторым.
В том же году выиграл международную спартакиаду общества «Динамо» в Будапеште. В 1979 году борец стал чемпионом Европы в команде и выиграл турнир Hungaria Cup. В 1980 году, выиграв чемпионат Европы, чемпионат СССР и престижный международный турнир в Тбилиси, стал основным кандидатом на участие в олимпийских играх.
Выступая на летних Олимпийских играх 1980 года в Москве, боролся в категории до 86 кг. В его категории боролись 25 спортсменов, разделённые на две группы. Соревнования велись по версии системы с выбыванием после двух поражений. Александр Яцкевич, наряду с Детлефом Улчем (ГДР) рассматривался как один из фаворитов турнира. В 1/16 турнира советский борец выиграл у Дамбаджана Цент-Аюша (Монголия), в 1/8 выиграл у Криштофа Куржины (Польша), в 1/4 у Славко Обадова (Югославия), но в полуфинале неожиданно проиграл швейцарцу, будущему олимпийскому чемпиону Юргу Ротлибергеру, сумевшему провести бросок на кока и удержать минимальное преимущество до конца схватки. Во встрече за третье место советский борец без проблем победил Бертиля Штрёма (Швеция).
После олимпийских игр борец становится чемпионом Европы в личном первенстве (1982, Росток), серебряным призёром в команде (1982, Милан), дважды становится чемпионом СССР (1982, 1984), выигрывает международный турнир в Тбилиси и становится там вторым (1984, 1982), вторым на международном турнире в Потсдаме, вторым на Czech Cup (1984, Прага) и третьим на кубке Дзигоро Кано в Токио (1982)..
В 1984 году окончил спортивную и начал тренерскую карьеру, стал начальником военной спортивной команды в Риге.
С 1994 года в течение 15 лет жил и тренировал в Бельгии, в том числе с 2000 года сборную команду страны.
В 2009 году по приглашению основателя спортивного клуба «Лидо» Владимира Шестакова вернулся в Латвию. Был главным тренером клуба в течение 8 лет, затем также главным тренером и вице-президентом Федерации дзюдо Латвии. Подготовил 4 спортсменов на Олимпиаду в Лондоне, однако завоевать медалей им не удалось.
Отработав в Латвии 8 лет, Яцкевич вернулся в Бельгию, стал там главным тренером сборной по дзюдо.
Проводит мастер-классы по всему миру, включая мастер-классы в Токайском университете и Университете Кацура в Японии. Как тренер воспитал одного олимпийского чемпиона, восемь призёров Олимпийских игр, 15 чемпионов и призёров чемпионатов мира, более 50 — Европы. В 1996 году Александр Яцкевич был признан лучшим тренером Бельгии по всем видам спорта..
Александр Яцкевич — эксперт Международной федерации дзюдо, возглавляет судейскую комиссию в Европейском союзе дзюдо.

## Образование
Окончил Латвийский государственный институт физической культуры и спорта.